# MLB All-Star Game 2019
MLB All-Star Game 2019 – 90. Mecz Gwiazd ligi MLB, który rozegrano 9 lipca 2019 roku na stadionie Progressive Field w Cleveland. Mecz zakończył się zwycięstwem American League All-Stars 4–3. Spotkanie obejrzało 36 747 widzów.
Decyzję o przyznaniu Cleveland organizacji Meczu Gwiazd ogłoszono 26 stycznia 2017. Był to szósty All-Star Game w tym mieście, poprzednio rozgrywany w 1935, 1954, 1963, 1981 i 1997. Menadżerami obydwu zespołów byli Dave Roberts z Los Angeles Dodgers, mistrza National League 2018 oraz Alex Cora z Houston Astros, mistrza American League 2018. Mecz zakończył się wygraną graczy z American League 4–3. Najbardziej wartościowym zawodnikiem wybrano Shane’a Biebera z Cleveland Indians, który w piątej zmianie zaliczył trzy strikeouty.

## Wyjściowe składy
| National League | National League   | National League | National League | American League | American League  | American League | American League |
| #               | Zawodnik          | Klub            | Pozycja         | #               | Zawodnik         | Klub            | Pozycja         |
| --------------- | ----------------- | --------------- | --------------- | --------------- | ---------------- | --------------- | --------------- |
| 1               | Christian Yelich  | Brewers         | LF              | 1               | George Springer  | Astros          | RF              |
| 2               | Javier Báez       | Cubs            | SS              | 2               | DJ LeMahieu      | Yankees         | 2B              |
| 3               | Freddie Freeman   | Braves          | 1B              | 3               | Mike Trout       | Angels          | CF              |
| 4               | Cody Bellinger    | Dodgers         | RF              | 4               | Carlos Santana   | Indians         | 1B              |
| 5               | Nolan Arenado     | Rockies         | 3B              | 5               | J.D. Martinez    | Red Sox         | DH              |
| 6               | Josh Bell         | Pirates         | DH              | 6               | Alex Bregman     | Astros          | 3B              |
| 7               | Willson Contreras | Cubs            | C               | 7               | Gary Sánchez     | Yankees         | C               |
| 8               | Ketel Marte       | Diamondbacks    | 2B              | 8               | Michael Brantley | Astros          | LF              |
| 9               | Ronald Acuña Jr.  | Braves          | CF              | 9               | Jorge Polanco    | Twins           | SS              |
|                 | Hyun-jin Ryu      | Dodgers         | P               |                 | Justin Verlander | Astros          | P               |

| National League | 0 | 0 | 0 | 0 | 0 | 1 | 0 | 2 | 0 | 3 | 5 | 0 |
| American League | 0 | 1 | 0 | 0 | 1 | 0 | 2 | 0 | X | 4 | 8 | 0 |
| WP: Masahiro Tanaka (1–0) LP: Clayton Kershaw (0–1) SV: Aroldis Chapman (1) Home runy: NL: Charlie Blackmon (1) AL: Joey Gallo (1) |   |   |   |   |   |   |   |   |   |   |   |   |

## Składy
| Miotacze - 22 Sandy Alcantara (1) - 21 Walker Buehler (1) - 58 Luis Castillo (1) - 48 Jacob deGrom (3) - 54 Sonny Gray (2) - 21 Zack Greinke (6) - 71 Josh Hader (2) - 22 Clayton Kershaw (8) - 99 Hyun-jin Ryu (1) - 31 Max Scherzer (7) - 51 Will Smith (1) - 40 Mike Soroka (1) - 73 Felipe Vázquez (2) - 53 Brandon Woodruff (1) - 39 Kirby Yates (1) Łapacze - 40 Willson Contreras (2) - 24 Yasmani Grandal (2) - 10 J.T. Realmuto (2) |  | Wewnątrzpolowi - 20 Pete Alonso (1) - 28 Nolan Arenado (5) - 9 Javier Báez (2) - 55 Josh Bell (1) - 17 Kris Bryant (3) - 5 Freddie Freeman (4) - 4 Ketel Marte (1) - 9 Mike Moustakas (4) - 13 Max Muncy (1) - 4 Anthony Rendon (1) - 27 Trevor Story (2) Zapolowi - 13 Ronald Acuna Jr. (1) - 35 Cody Bellinger (2) - 19 Charlie Blackmon (4) - 26 David Dahl (1) - 6 Jeff McNeil (1) - 22 Christian Yelich (2) |  | Menadżer - 30 Dave Roberts |

| Miotacze - 17 José Berríos (1) - 57 Shane Bieber (1) - 54 Aroldis Chapman (6) - 45 Gerrit Cole (3) - 27 Lucas Giolito (1) - 61 Shane Greene (1) - 33 Brad Hand (3) - 16 Liam Hendriks (1) - 67 John Means (1) - 23 Mike Minor (1) - 50 Charlie Morton (2) - 12 Jake Odorizzi (1) - 55 Ryan Pressly (1) - 6 Marcus Stroman (1) - 19 Masahiro Tanaka (2) - 35 Justin Verlander (8) Łapacze - 33 James McCann (1) - 24 Gary Sánchez (2) DH - 28 J.D. Martinez (3) - 24 Hunter Pence (4) |  | Wewnątrzpolowi - 79 José Abreu (3) - 2 Xander Bogaerts (2) - 2 Alex Bregman (2) - 26 Matt Chapman (1) - 9 Tommy La Stella (1) - 26 DJ LeMahieu (3) - 12 Francisco Lindor (4) - 8 Brandon Lowe (1) - 11 Jorge Polanco (1) - 41 Carlos Santana (1) - 25 Gleyber Torres (2) - 20 Daniel Vogelbach (1) Zapolowi - 50 Mookie Betts (4) - 23 Michael Brantley (4) - 13 Joey Gallo (1) - 17 Austin Meadows (1) - 15 Whit Merrifield (1) - 4 George Springer (3) - 27 Mike Trout (8) |  | Menadżer - 20 Alex Cora |

- W nawiasie podano liczbę powołań do All-Star Game.